# USS LST-560
O USS LST-560 foi um navio de guerra norte-americano da classe LST que operou durante a Segunda Guerra Mundial.